# Пожар в Зимнем дворце
Пожа́р в Зи́мнем дворце́ — пожар 17 (29) декабря 1837 года, охвативший императорский Зимний дворец в Санкт-Петербурге во время царствования Николая I. Считается одним из самых грандиозных пожаров в истории Российской империи. В результате пожара полностью выгорели второй и третий этажи Зимнего дворца, в том числе интерьеры Ф. Б. Растрелли, Кваренги, Монферрана, Росси и других знаменитых художников-оформителей; погибли многие рукописи и хроники, относившиеся к различным событиям российской истории (восстание декабристов, русско-турецкие войны и т. д.), навсегда утрачены многочисленные произведения искусства и быта. Пожар длился около 30 часов, а само здание тлело почти три дня. На реставрацию повреждённого дворца ушло более двух лет.

## Хронология событий
Ещё за два дня до активного возгорания в отопительной системе в Фельдмаршальском зале у выхода в Министерский коридор начал улавливаться «дымный запах»: это расценили как признак неисправности дымохода и не приняли исчерпывающих мер. Особенно отчётливым запах гари был днём 17 (29) декабря, за несколько часов до пожара. Исчезнув на некоторое время, он притупил бдительность, но снова появился около 20:00 часов вечера из душника в Фельдмаршальском зале и примыкающей к нему Флигель-адъютантской комнаты. По свидетельству кочегаров и дровоносов, возгорание началось в одной из дымовых труб, заполненных сажей. На этот раз эти сведения серьёзно встревожили персонал и во дворец прибыл пожарный наряд. Но попытки найти источник возгорания долгое время не приводили к успеху, несмотря на то что водой были залиты все подозрительные щели, откуда до этого были замечены исходящие струйки дыма. Началась активная поисковая деятельность по обнаружению очага. Здание было обследовано от подвала до чердака. Очаг стали связывать с дворцовой аптекой, размещавшейся на первом этаже, ниже Министерского коридора, а также её лабораторией в подвале под Флигель-адъютантской лестницей. Здесь внимание пожарных привлекла труба аптекарской печи, где приготавливались лекарства. В её кладке неизвестный пробил дыру — это было сделано с целью сберечь тепло очага, через которое, после того как огонь затухал, выходило тепло. В связи с этим «мужики-дровоносцы», которые спали в аптекарской лаборатории, затыкали отверстие рогожей. Обнаружив паклю в тлеющем состоянии, пожарные вытащили и затушили её водой. Однако эти меры дали лишь кратковременный эффект: спустя пару минут дым опять потянуло в Фельдмаршальский зал. Силами наряда паркет возле душника зала стал разбираться, и при первом ударе ломом по стене одна из фальшивых зеркальных дверей дворца, расположенная первой к Министерскому коридору, рухнула, и из-за неё вырвались языки пламени во весь человеческий рост, быстро перекинувшись вверх по деревянным балкам. Огонь скоро распространился на хоры и попал в Петровский зал.
Император Николай I вместе с супругой Александрой Фёдоровной в это время находился в театре на балете «Бог и баядерка» с примой Марией Тальони. Когда ему стало известно о пожаре, он в первую очередь подумал, что несчастье случилось на детской части дворца, где могли по неосторожности опрокинуть зажжённую свечку на Рождественскую ёлку. Об этой реакции известно из мемуаров великой княжны Ольги Николаевны, которая также отмечала, что отец «всегда был против ёлок». Несмотря на такое предубеждение императора, традиция празднования новогодних праздников с ёлкой всё-таки уже сложилась и их продолжали ставить во дворцах и после пожара.
Прибыв на место пожара и обнаружив сильное задымление, император прежде всего приказал эвакуировать царских детей, а также государственные драгоценности и регалии в Аничков дворец. После этого принялись за вынос наиболее ценного имущества. Из дворца вывели всех живших там или находившихся в то время на службе. Царские постройки были окружены личным составом гвардейских полков. Также от императора последовало распоряжение разбить окна на хорах Фельдмаршальского зала, пытаясь таким образом спасти людей от удушья. Многие посчитали, что это решение усугубило ситуацию: с приливом свежего воздуха огонь начал распространяться ещё быстрее. Он стал идти к Невской анфиладе, где начал создавать угрозу апартаментам императорской семьи. В это время стало понятно, что чердаки не были оборудованы противопожарными брандмауэрами. Чтобы препятствовать распространению пожара к императорским покоям, солдаты стали в спешке возводить кирпичные стены в Концертном зале и над чердачным помещением над ним. Однако было поздно: «Скоро работа солдат стала бессмысленной; стены поднимались слишком медленно, a огонь уже подступал к Концертному залу. Оставалось только спасать то, что могли поднять люди. В различных частях обречённого на гибель здания в эту работу включились Рота дворцовых гренадер и дежурные батальоны гвардейских пехотных полков». Из мемуаров бывшего офицера Преображенского полка Д. Г. Колокольцева известно, что «эти батальоны, вызванные по тревоге, более часа простояли перед дворцом на площади в полном бездействии, ожидая распоряжений растерявшегося начальства, и появились в здании только тогда, когда пламя вспыхнуло над дворцом ослепительно ярким заревом».
По свидетельству очевидцев, в первую ночь пожара огненное зарево было настолько велико, что его видели крестьяне и путники за 50—70 вёрст от столицы. Двигаясь в двух направлениях, к 6 часам утра 18 (30) декабря 1837 огонь охватил весь дворец. Стало понятно, что Зимний обречён и масштаб пожара угрожает Малому Эрмитажу. В связи с этим силы были брошены, чтобы оградить последний от огня, который мог распространиться через галерею, соединяющую оба дворца. Этот переход разобрали, а в открывшихся дверных порталах возвели кладку. Временные кирпичные преграды поливали водой из Невы. С большим трудом Малый Эрмитаж удалось сберечь от огня, но Зимний дворец выгорел. Пожарные наряды ещё несколько дней заливали руины. Полностью ликвидировать пожар удалось только через три дня. Всё это время погорельцы и всё спасённое имущество находились у Александровской колонны. В пожаре погибли люди, в том числе некоторые пожарные.
Первые сведения о пожаре в прессе появились в официозной петербургской газете «Северная пчела». По версии исследователя Татьяны Кузовкиной, автором статьи был Ф. В. Булгарин, распространивший патриотической нарратив, подхваченный последующими публикациями («Санкт-Петербургские ведомости», «Московские ведомости», «Русский инвалид»).

## Восстановление дворца

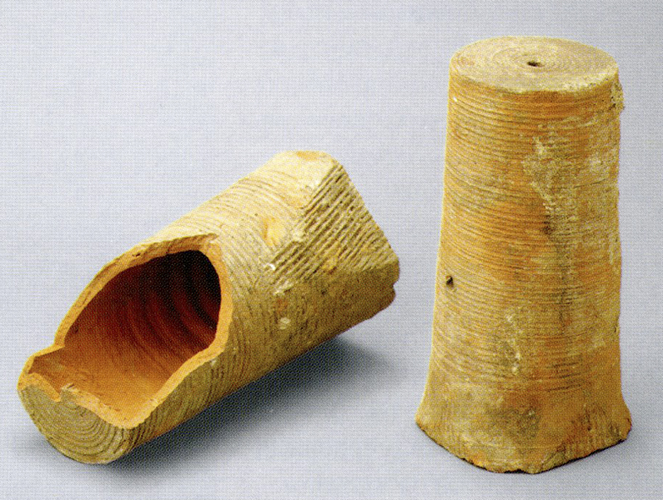
Горшки в сводах дворца

Восстановительные работы продолжались свыше 3 лет. Работами руководил В. П. Стасов, который использовал новые конструкции перекрытий (для облегчения сводов он использовал полые глиняные горшки). На Александровском заводе инженером М. Е. Кларком были разработаны специальные металлические конструкции, позволяющие перекрыть значительные пролёты залов и создать крышные конструкции из несгораемых материалов. Новым художественным убранством жилой половины дворца занимался также А. П. Брюллов, который спроектировал новые жилые апартаменты в западной части Зимнего дворца. Близ уральских металлургических заводов в Екатеринбурге, Невьянске, Каменске, Уфе и Златоусте олигарха А.Демидова в 1838 — 41 гг. нашлись уникальные запасы лучистого малахита, горного хрусталя и изумруда — колоссальные цифры — почти 5 тонн ушло на восстановление залов.
Интересно, что 25 января (6 февраля) 1838 года московский митрополит Филарет писал наместнику Троице-Сергиевой лавры архимандриту Антонию (Медведеву): «Заметили ль Вы, что три страшных и много убыточных пожара у трёх народов разрушили то, что которому больше любезно: в Петербурге дворец, в Лондоне биржу, во Франции театр?» Кроме того, он расценил глубоко символичным тот факт, что во время начала пожара император был на выступлении Тальони, которою он назвал «французскою плясавицею». Дело в том, что по либретто балета «Бог и баядерка» танцовщица выступала в роли баядерки Золое, которая была сожжена на костре. Молва связывала огонь на сцене с пожаром дворца. По словам биографа Филарета, тот усмотрел «в этом наказание высшему петербургскому обществу, включая и самого императора, ибо Николай Павлович, увы, также „сходил с ума в идолопоклонстве“ пред танцовщицей Тальони и по возвращении из Москвы в Петербург не пропускал спектаклей с её участием, усаживал к себе в ложу и самозабвенно ею восторгался».
В конце пасхальной недели, 31 марта (12 апреля) 1839 года, во дворце был устроен «народный праздник в роде маскарада» для всех сословий, на котором присутствовало, по некоторым данным, до 100 000 человек. В течение лета 1839 года дворец просушивался и доделывался, ликвидировались и последствия упомянутого приёма:

«…так как празднество проходило в марте месяце в снежное и морозное время, …от необычайной тесноты воздух до того переполнился влажными парами, не успевающими очищаться от верхних отверстых окон и вентиляторов, что стены, колонны и окна, отпотевши испарениями, изливали сырость на паркеты и совершенно их испортили, искусственный мрамор, проникнутый всякою влагою, лишился свойственного ему блеска и получил тусклый цвет, а штофные украшения изменили свои цвета»; «Зимний дворец сырой, почти мокрый, с почерневшею позолотою, с изчезшею живописью, наполненный всякими смрадными гадами, произведением сырости и массы рабочих…»
Императорская семья переехала в Зимний дворец только поздней осенью 1839 года. Окончательное освящение состоялось 17 декабря. Масштабы и темпы стройки породили многочисленные слухи как в России, так и за рубежом. Одно из наиболее известных сообщений о реконструкции дворца приведено в книге Астольфа де Кюстина «Россия в 1839 году», где он отмечал, что она вызвала большое количество жертв среди строителей, но в целом удовлетворяла лишь прихоть императора. Так, французский путешественник писал по этому поводу: «Для того чтобы закончить этот труд в срок, определённый императором, потребовались неимоверные усилия: внутренние работы велись во время страшных морозов; стройке постоянно требовались шесть тысяч рабочих; каждый день уносил с собой множество жертв». В первую очередь, по его мнению, такие потери были вызваны разницей температур во дворце и на улице: «В дни, когда мороз достигал 26, а то и 30 градусов, шесть тысяч безвестных, бесславных мучеников, покорных поневоле, ибо покорность у русских — добродетель врождённая и вынужденная, трудились в залах, натопленных до 30 градусов тепла, — чтобы скорее высохли стены. Таким образом, входя в этот роковой дворец, ставший благодаря их подвигу царством суетности, роскоши и наслаждений, и выходя оттуда, рабочие становились жертвами пятидесятиградусного перепада температур…» Предполагается, что источником для Кюстина могла послужить информация от французского посла в России Проспера де Баранта, который со ссылкой на князя Василия Долгорукова в своих «Записках» писал: «Испарения гипса, необычайная жара, внезапный переход в другую атмосферу, на морозные зимние улицы, умножали среди рабочих болезни, нередко приводившие к смертельному исходу». Есть и другие письменные источники, свидетельствующие о популярности подобных слухов. Некоторые российские современники событий (Николай Греч, Яков Толстой) и официальная пропаганда пытались опровергнуть эти сведения, указывая на несообразности в тексте Кюстина и на особенности российской культуры. Последующие российские историки расценили эти истории преувеличенными и не соответствующими действительности. Так, Леонид Выскочков выразил свою точку зрения следующим образом: «С лёгкой руки маркиза де Кюстина слухи о больших жертвах при восстановлении Зимнего дворца получили широкую огласку. Вероятно, заезжего путешественника подвели недобросовестные информаторы. Возможно, такие слухи действительно были распространены. Однако подобные обстоятельства не вписываются в практику дворцового строительства при Николае I в целом и восстановления Зимнего дворца в частности».
В связи с пожаром торжества по поводу двадцатипятилетия изгнания наполеоновских войск из России в 1812 году прошли с меньшим масштабом, чем это было запланировано.

## Причины пожара и расследование

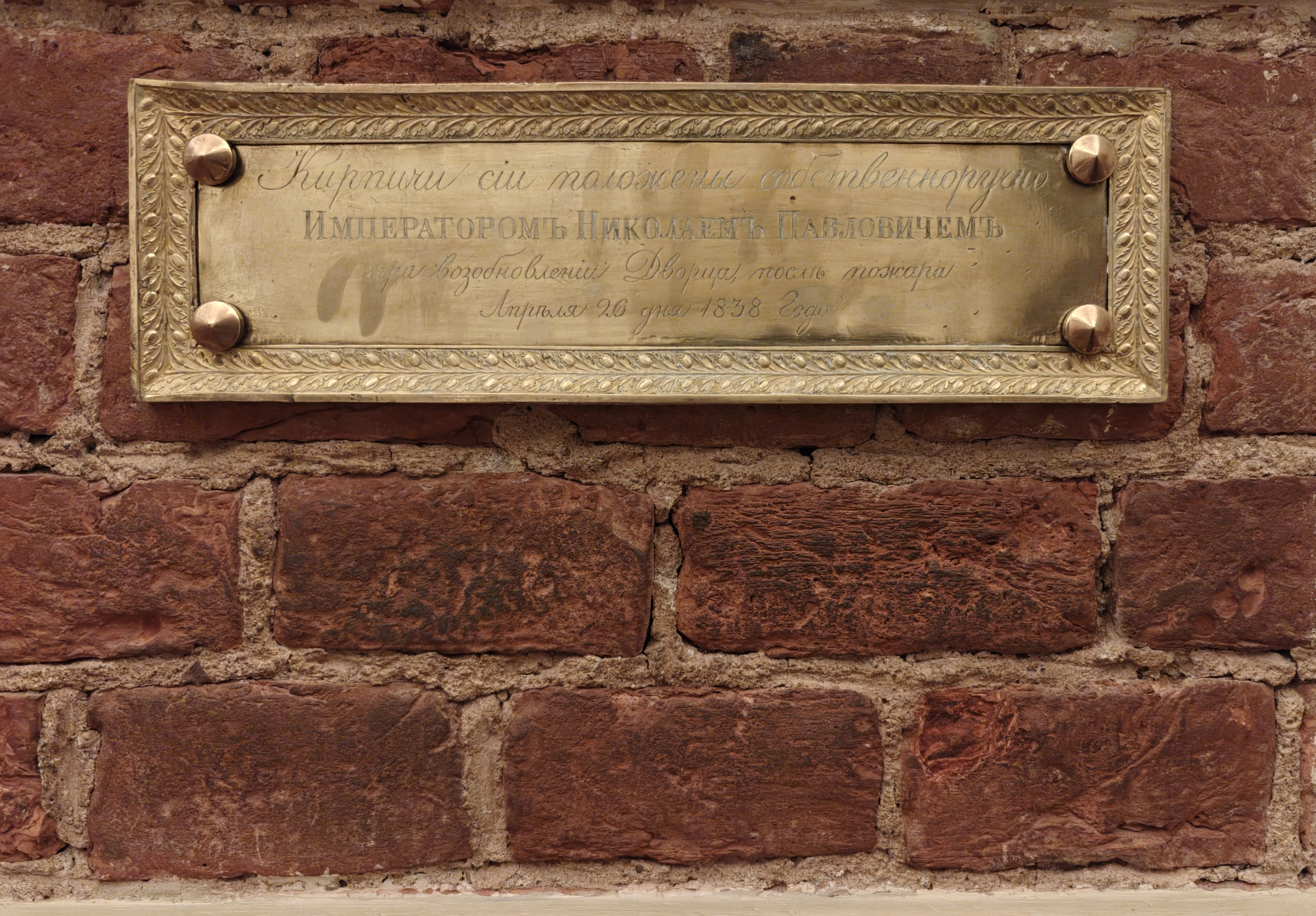
Положенные Николаем I при ремонте кирпичи

Выяснением причин происшествия занимались специальная следственная комиссия под руководством А. X. Бенкендорфа, а также Гофинтендантская контора во главе с её вице-президентом А. А. Щербининым. Расследование показало, что способствовала возникновению пожара реконструкция помещений дворца, проведённая под руководством зодчего О. Монферрана в 1833 году. При реконструкции в Фельдмаршальском и Петровском залах были установлены фальшивые деревянные стены, а в образовавшийся между деревянными и каменными стенами воздушный мешок из-за допущенной инженерной ошибки был сделан выход дымовых труб из подвальных помещений дворца. Монферрановский проект переустройства дворца был лично проверен и утверждён императором Николаем I. По словам историка В. М. Глинки, «Николай I мнил себя знатоком строительного дела и архитектуры, входил во все подробности дворцового строительства; без согласования с ним ничего не могло быть сделано при перестройках». Признание ошибок в проекте поставило бы под сомнение компетентность самодержца, поэтому расследование было закрыто, а сравнительно мягко были наказаны только А. А. Щербинин и командир пожарной роты дворца капитан Щепетов: их уволили в отставку за то, что они не смогли потушить пожар на его раннем этапе.

## В культуре
В художественной литературе пожар описан в исторической миниатюре Валентина Пикуля «Куда делась наша тарелка», а также в романе «Судьба дворцового гренадера» историка, сотрудника Эрмитажа Владислава Глинки.